# Miles & More

Logo programu Miles & More

Miles & More – największy w Europie program lojalnościowy. W maju 2008 posiadał 15 milionów członków, w 2023 było ich już ponad 36 milionów. Program został zapoczątkowany przez Lufthansę w 1993, obecnie obejmuje on 35 linii lotniczych. Program umożliwia pasażerom gromadzenie mil podczas podróży, które można wymieniać na nagrody oraz zyskać wyższy status, dający korzyści podczas podróżowania. Program jest bezpłatny i każdy może do niego dołączyć.

## Historia programu
- 1993 – Lufthansa uruchamia program.
- 1997 – Powstaje sojusz Star Alliance do którego wchodzą Air Canada, United Airlines, Lufthansa, Scandinavian Airlines System, Thai Airways International.
- 2000 – Austrian Airlines dołączają do programu.
- 2003 – Polskie Linie Lotnicze LOT dołączają do programu.
- 2006 – Linie lotnicze Swiss International Air Lines zostają przejęte przez Lufthansę i ich program lojalnościowy Swiss TravelClub zostaje zastąpiony programem Miles & More.
- 2008 – Linie lotnicze BMI zostają przejęte przez Lufthansę i ich program lojalnościowy Diamond Club zostaje zastąpiony programem Miles & More.
- 2009 – Linie lotnicze Brussels Airlines zostają przejęte przez Lufthansę i dołączają do programu.
- 2012 – Luxair dołącza do programu.
- 2022 – Eurowings, linie zależne od Lufthansy dołączają do programu.
- 2025 – ITA Airways rozpoczyna integrację z programem[3].

## Partnerzy programu
Linie lotnicze umożliwiające gromadzenie mil i punktów. Punkty kwalifikujące przyznawane są jedynie za loty liniami będącymi pełnym członkiem programu.
| - Air Dolomiti - Austrian Airlines - Brussel Airlines - Discover Airlines | - Eurowings - Croatia Airlines - LOT - Lufthansa | - Lufthansa City Airlines - Luxair - SWISS |

| - Aegean Airlines - Air Canada - Air China - Air India - Air New Zealand - ANA - Asiana Airlines | - Avianca - Copa Airlines - EgyptAir - Ethiopian Airlines - EVA Air - Shenzhen Airlines - Singapore Airlines | - South African Airways - TAP Portugal - Thai Airways International - Turkish Airlines - United Airlines |

| - Air Astana - Cathay Pacific - ITA Airways | - LATAM - Olympic Air - Thai Smile Airways |

## Statusy programu

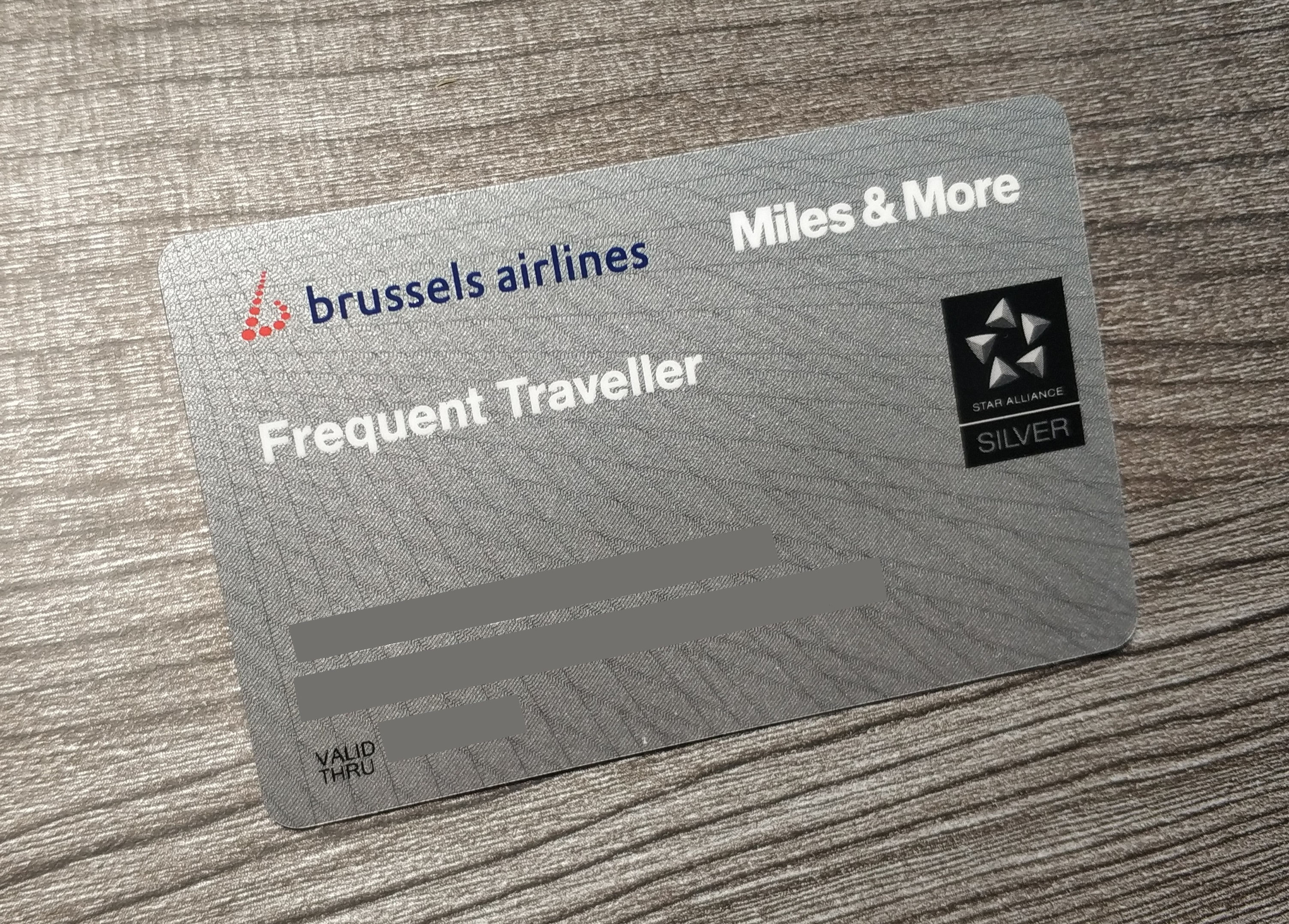
Karta przyznawana uczestnikowi po uzyskaniu statusu Frequent Traveller

Program Miles & More umożliwia gromadzenie punktów za loty, na podstawie których zdobywa się wyższy status przyznający bardziej komfortowe warunki podróży. Za lot klasą ekonomiczną na trasach kontynentalnych otrzymuje się 20, zaś biznesową 40 punktów. Za lot klasą ekonomiczną na trasach międzykontynentalnych otrzymuje się 60, biznesową 200, zaś pierwszą 300 punktów.
- Miles & More member: podstawowy status uzyskiwany po rejestracji w programie. Na lotach krótkodystansowych, w zależności od samolotu, Grupa Lufthansy umożliwia darmowe korzystanie z pokładowego Wi-Fi.
- Frequent Traveller: srebrny status, odpowiada Star Alliance Silver. Aby osiągnąć lub odnowić status, należy zgromadzić co najmniej 650 punktów i 325 punktów kwalifikujących w roku kalendarzowym. Niezależnie od zarezerwowanej klasy podróży na przeloty rejsowe obsługiwane przez partnerskie linie lotnicze programu Miles & More uczestnik może odprawiać się przy stanowisku klasy biznes, skorzystać z saloników biznesowych oraz posiada wyższy bezpłatny limit bagażu. Ważność mil na koncie uczestnika statusowego nie wygasa[5].
- Senator: złoty status, odpowiada Star Alliance Gold. Aby osiągnąć lub odnowić status, należy zgromadzić co najmniej 2000 punktów i 1000 punktów kwalifikujących w ciągu jednego roku kalendarzowego. Przy tym statusie uczestnik może, niezależnie od swojej klasy podróży, odprawiać się przy stanowisku klasy pierwszej, dostęp do większej liczby saloników biznesowych dla siebie oraz osoby towarzyszącej oraz wyższy bezpłatny limit bagażu[6].
- HON Circle: najwyższy status, odpowiada Star Alliance Gold. Aby osiągnąć lub odnowić status HON Circle, należy zgromadzić co najmniej 6000 punktów HON Circle w roku kalendarzowym. Przy tym statusie uczestnik może skorzystać z odprawy w terminalu Klasy Pierwszej Lufthansy na lotnisku we Frankfurcie, dostępu do saloników klasy pierwszej i biznesowej wszystkich linii Star Alliance, przejazdu między terminalem, a samolotem limuzyną oraz jeszcze wyższym limitem bagażu. Ponadto małżonek, czy partner uczestnika otrzymuje status i kartę Senatora[7].